# Grete Weixler

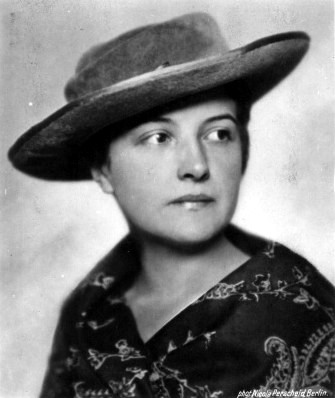
Grete Weixler auf einer Fotografie von Nicola Perscheid

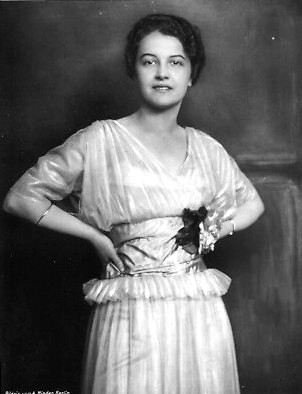
Grete Weixler auf einer Fotografie von Alexander Binder

Margarethe „Grete“ Hedwig Weixler (* 4. Februar 1896 in Berlin; † nach 1930) war eine deutsche Theater- und Stummfilmschauspielerin.

## Leben und Wirken
Die Tochter des Schlossers Paul Weixler und seiner Frau Emilie, geb. Biedermann, war eine jüngere Schwester der Schauspielerin Dorrit Weixler. „Die Anfänge ihrer [Dorrits] Tätigkeit fielen noch in meine Kinderzeit“, so Grete Weixler 1919 rückblickend (Die Frau im Film, S. 40). Ihr Großvater soll in Ungarn als Schauspieler erfolgreich gewesen sein, Weixlers Tante lebte als Künstlerin in Wien. Auch ihre 1892 geborene Schwester Martha wandte sich der darstellenden Kunst zu.
Grete Weixler erlebte ihr Filmdebüt 1915 im Spielfilm Jahreszeiten des Lebens unter der Regie von Franz Hofer. Im Gegensatz zu Dorrit Weixler, die als erster Backfisch des deutschen Kinos auf kindhafte junge Frauen spezialisiert war, drehte Grete Weixler überwiegend ernste Filme, darunter 1916 Geopfert… unter der Regie von Walter Schmidthässler, 1918 Margarete. Die Geschichte einer Gefallenen unter der Regie von Friedrich Zelnik und 1919 Verschleppt von Carl Boese. Ebenfalls 1919 übernahm sie die Nebenrolle der Lilly im zweiten Teil von Otto Ripperts Aufklärungsfilm Der Weg, der zur Verdammnis führt, einem der umstrittensten und „erfolgreichsten Produkte aus der Nachkriegs-Welle der Sittenfilme“ um das Schicksal zweier junger Frauen, die Mädchenhändlern in die Hände fallen. Bereits 1922 entstand mit Jaap Speyers Die Tochter der Verführten, worin Weixler als Bankierstochter besetzt wurde, ihr letzter Film.
Neben ihrer Arbeit beim Film war Grete Weixler auch Theaterschauspielerin und trat unter anderem am Trianon-Theater in Berlin auf. Nach dem Ende ihrer Filmkarriere war sie gemeinsam mit ihrer Schwester Martha Weixler bis 1927 am Oldenburgischen Landestheater engagiert. Ihr letztes derzeit bekanntes Lebenszeichen stammt von 1931, als sie mit einem Sketch am Kabarett der Komiker auftrat.

## Filmografie
- 1915: Jahreszeiten des Lebens
- 1916: Die gräfliche Range
- 1916: Geopfert…
- 1916: Der Mutter Ebenbild
- 1916: Im Reich der Zwerge
- 1916: Dalles und Liebe
- 1916: Sein zweites Gesicht
- 1917: Franz Poppels Jugend
- 1917: Der Kinokönig
- 1917: Klein Doortje
- 1917: Ihr Sohn
- 1917: Die Memoiren des Satans, 1. Teil: Dr. Mors
- 1917: Die Memoiren des Satans, 2. Teil: Fanatiker des Lebens
- 1918: Margarete. Die Geschichte einer Gefallenen
- 1918: Liebe und Leben, 2. Teil: Die Tochter des Senators
- 1918: Liebe und Leben, 3. Teil: Zwei Welten
- 1918: Liebesopfer
- 1918: Leutnant Mucki
- 1918: Die Verteidigerin
- 1918: Der Fluch des Nuri
- 1919: Wolkenbau und Flimmerstern
- 1919: Verschleppt
- 1919: Kitsch. Tragödie einer Intrigantin
- 1919: Heddas Rache
- 1919: Donna Lucia
- 1919: Die schwarze Locke
- 1919: Die Herrenschneiderin
- 1919: Der Weg, der zur Verdammnis führt, 2. Teil. Hyänen der Lust
- 1919: Der Terministenklub
- 1919: Der Klabautermann
- 1920: Die Todesmaske
- 1920: Der Sklavenhalter von Kansas-City
- 1920: Das Gasthaus von Chicago
- 1920: Der Mann, der alle Welt bestiehlt
- 1921: Die Brillantenmieze (2 Teile)
- 1922: Die Tochter der Verführten